# Basilinna leucotis
Белоухий сапфир, или Белоухий колибри  (Basilinna leucotis (лат.)) — вид птиц из семейства колибри.

## Распространение
Ареал простирается от крайнего юго-запада США до Никарагуа.

## Описание
Длина тела 9-10 см. Масса приблизительно 3-4 г. Верхняя часть тела и грудка взрослых особей окрашены преимущественно в зелёный цвет. Подхвостья в основном белые. Хвост бронзово-зелёный, прямой. Самая заметная особенность — белая полоска у глаз (как у самцов, так и у самок). Горло металлического бирюзово-зеленого цвета. Корона и лицо фиолетово-черные. Клюв прямой, ярко-красный, с чёрным кончиком и широким основанием. Окраска самок более тусклая, нежели у самцов.

## Биология
Питаются в основном нектаром, а также мелкими насекомыми.